# Християнство в Пакистані
Християнство в Пакистані після індуїзму - друга релігійна меншина. 

## Огляд
З приблизно 162 мільйонів пакистанців, 96,1% мусульмани. 2,4 мільйона християн (тобто, 1,5%). З них 1288000 католики. Найбільший християнський храм у країні - католицький собор святого Патріка - знаходиться в місті Карачі. У 1990 році церкви в Фейсалабаді були зруйновані. У Пакистані у 2005 були погрози бомбардування. У Лахорі знаходиться Собор Найсвятішого Серця Ісуса. У Карачі проживає християнська група з Гоа.
У доповіді Азійської комісії з прав людини повідомляється, що близько 700 пакистанських дівчат-християнок щорічно вимушено приймають іслам у зв'язку з тиском або небажаною вагітністю. У доповіді цей феномен називають різновидом «етнічно-релігійного очищення».
Уряд Пакистану вживає заходів для протидії екстремізму щодо пакистанських християн. Наприклад, на Різдво Христове 2011 за безпекою християнських об'єктів, велика частина з яких розташована в Лахорі і околицях, стежили близько двох з половиною тисяч поліцейських (у тому числі спеціальні снайпери). 

## Церква Пакистану
У Церкви Пакистану 800000 членів. Церква Пакистану була заснована в 1970 році як об'єднання лютеранських, методистських і англіканських церков. 

## Галерея

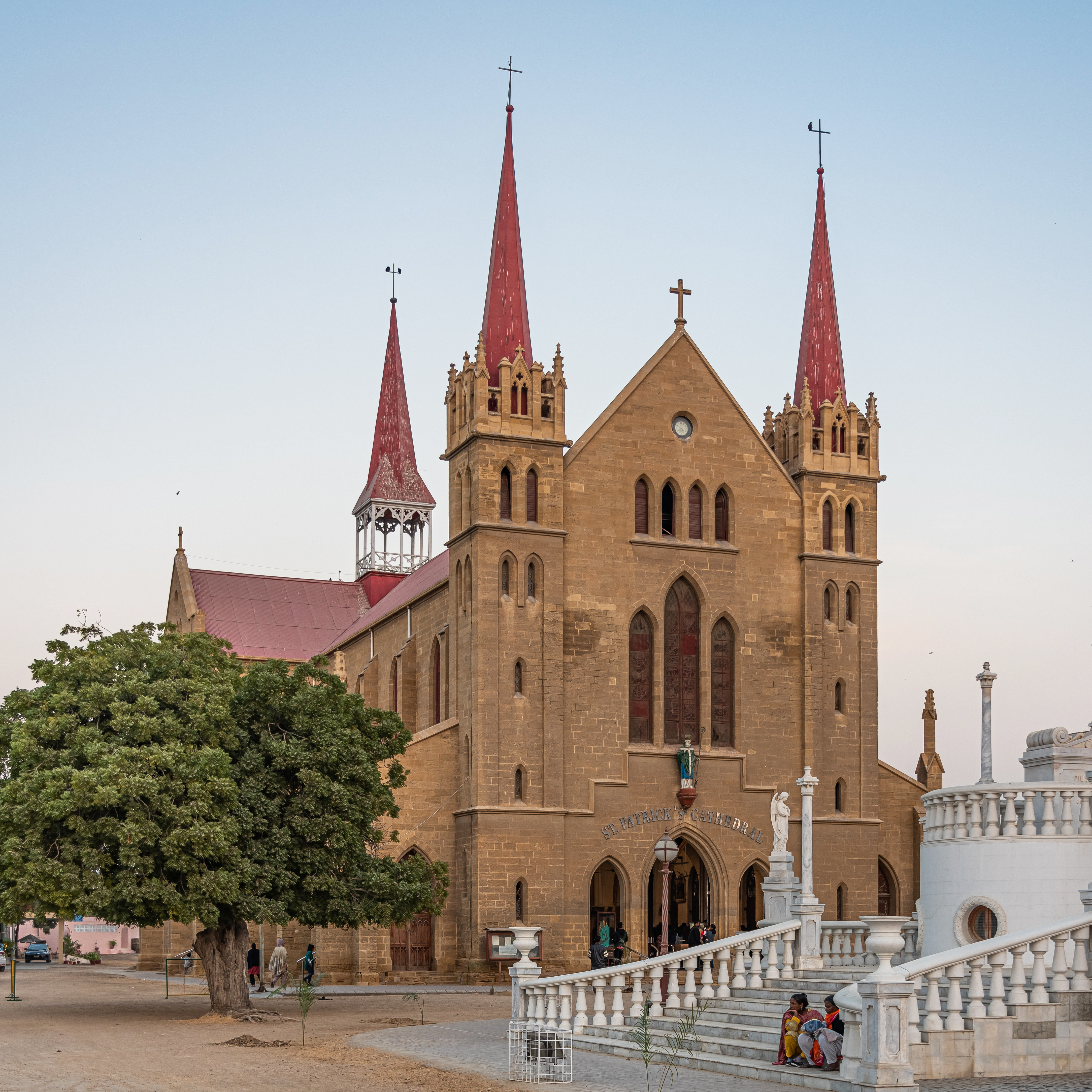
Собор святого Патрика в Карачі
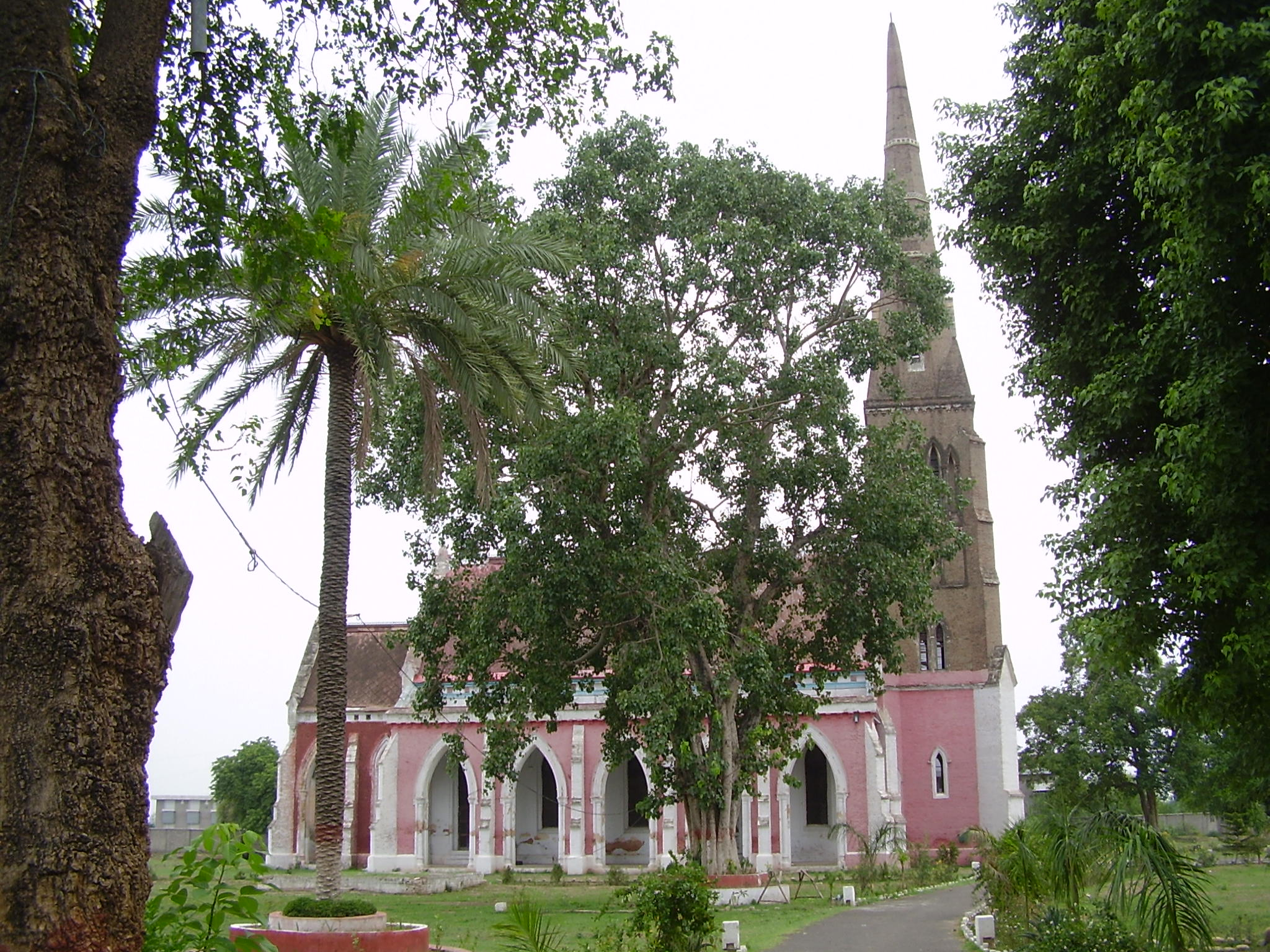
Протестантська церква
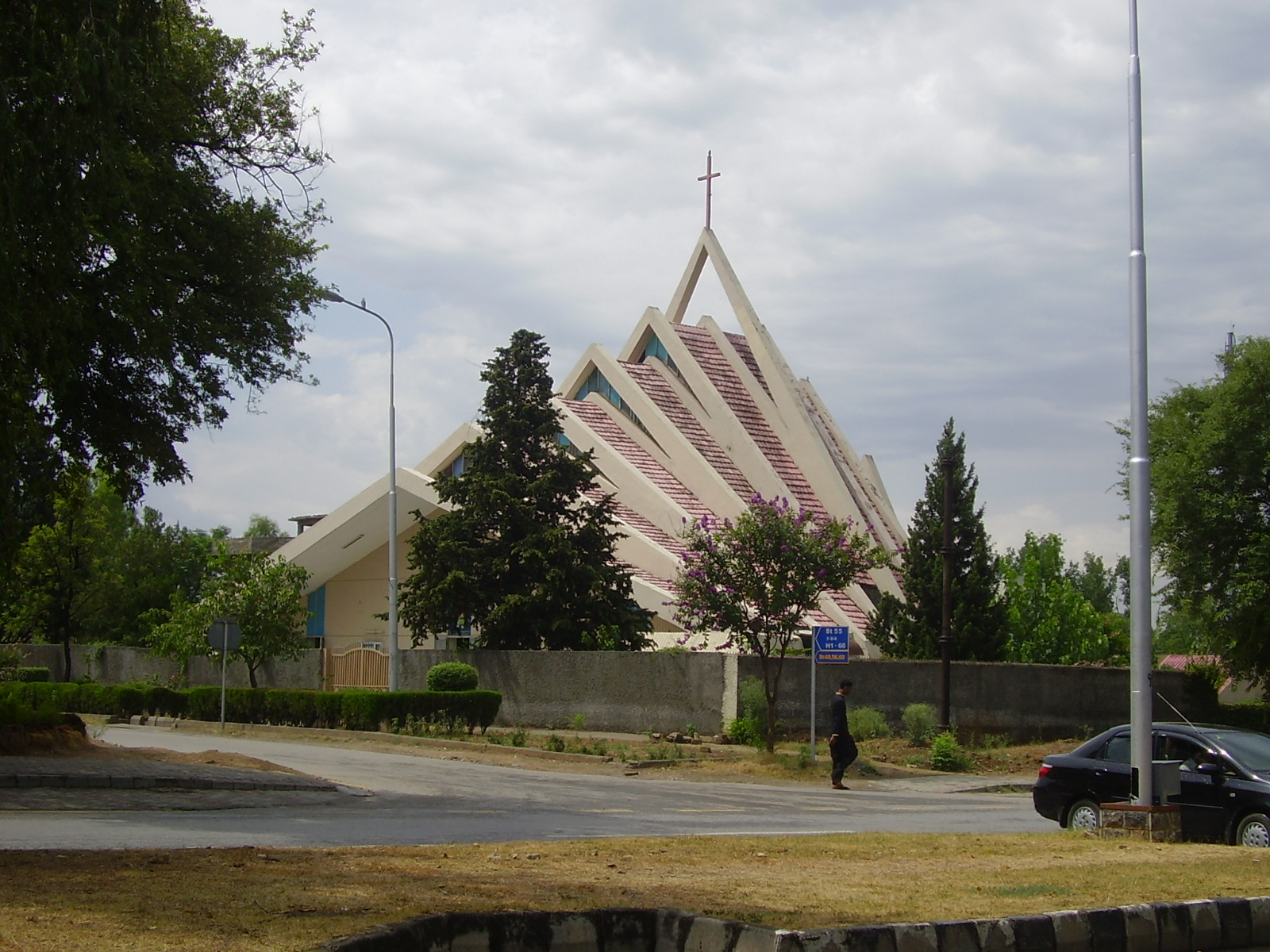
Церква в Ісламабаді